# علا غانم
عُلا غانم (26 نوفمبر 1971 -)، ممثلة مصرية.

## عن حياتها
ولدت في دولة الكويت بعد ذلك انتقلت إلى العيش في الإسكندرية، تخرجت من كلية الفنون الجميلة عام 1994 قسم تصوير، ولم تكمل دراستها بمعهد الفنون المسرحية، جاءت شهرتها إثر أدائها دورا في أغنية «هنساك» للمغني محمد فؤاد، بدأت العمل الفني بمجال الإعلانات التلفزيونية بعد ذلك اتجهت إلى التمثيل وصلت إلى أدوار البطولة وشاركت بالعديد من المسلسلات والأفلام السينمائية.

### حياتها الأسرية
تزوجت ثلاث مرات، الأولى كانت من «وليد الضفراوي» وهي بالسابعة عشر من عمرها وأنجبت له ابنتين هما «كاميليا» و«فريدة» وانفصلت عنه بعد خمس سنوات، والثانية كانت من «أحمد المسلّمي» واستمر الزواج 7 أشهر فقط ، والثالثة من رجل الأعمال «عبد العزيز لبيب» وتطلقا بعام 2023.

### انتقادات بسبب دورها في مسلسل مزاج الخير
تعرضت الفنانة علا غانم إلى موجة انتقادات من جمهورها بسبب دورها في مسلسل مزاج الخير ، و ردت الفنانة على توجيه الانتقادات لها بسبب ملابسها الجريئة : «لم أخدش حياء المشاهد بالملابس التي ظهرت بها، وهي تتناسب مع طبيعة الشخصية ولم تثير الغرائز، وعن مشاهدي مع مصطفى فالجمهور والنقاد كبروا الموضوع بسبب هذه المشاهد التي لا أجد فيها أي نوع من الإغراء مقارنة بما كان يقدم في الأفلام السينمائية القديمة وفي الواقع الذي نعيشه من يرى هذه المشاهد إغراء إنسان رجعي» ، أما عن المشاهد التي ضربها فيها الفنان مصطفى شعبان على مؤخرتها وأثارت انتقاد الجمهور، علقت علا قائلة: «كل ما شاهده الناس على الشاشة موجود في السيناريو الذي كتبه أحمد أبو زيد، بالإضافة إلى تعليمات المخرج. سؤالي للمشاهدين والصحافة أنتوا ليه مركزين معايا أوي».

## أعمالها

### من الأفلام
- عمود فقرى
- خط الموت.
- سعيد كلاكيت.
- البرنسيسة.
- الفندق.
- 31/12.
- أحاسيس.
- الأكاديمية.
- صياد اليمام.
- بدون رقابة.
- البلد دي فيها حكومة.
- لحظات أنوثة.
- حوش اللي وقع منك.
- مهمة صعبة.
- كامل الأوصاف.
- حريم كريم.
- محامي خلع.
- سهر الليالي.
- أشتاتا أشتوت.
- آخر الدنيا.
- جمهورية إمبابة.

### من المسلسلات
- قلوب
- أحلام سارة:2005
- أشباح المدينة:2006
- قشطة وعسل.
- أوان الورد
- ولي العهد
- حواري بوخاريست
- مزاج الخير.
- الزوجة الثانية.
- الزوجة الرابعة.
- ابن موت.
- شارع عبد العزيز. جزئين
- العار.
- الحارة.
- أماكن في القلب.
- حديث الصباح والمساء.
- وجه القمر.
- زيزينيا.
- جسر الخطر
- ورق التوت.
- أبو البنات
- سلسال الدم. الجزء الأول ، الثاني ، الثالث
- السبع بنات.
- ظل الرئيس
- طعم الحياة

## وصلات خارجية
- علا غانم على موقع IMDb (الإنجليزية)
- علا غانم على موقع الدهليز
- علا غانم على موقع قاعدة بيانات الأفلام العربية
- علا غانم على موقع قاعدة بيانات الفيلم (الإنجليزية)